# Joe Corrigan
Joseph Thomas Corrigan (ur. 18 listopada 1948 w Manchesterze) – angielski piłkarz występujący na pozycji bramkarza.

## Kariera klubowa
Corrigan zawodową karierę rozpoczynał w 1967 roku w klubie Manchester City z First Division. W 1968 roku zdobył z nim mistrzostwo Anglii. W First Division zadebiutował dopiero 11 marca 1969 roku w przegranym 1:2 meczu z Ipswich Town. W tym samym roku zdobył z zespołem Puchar Anglii. W 1970 roku wygrał z nim Puchar Ligi Angielskiej. W 1976 roku Corrigan ponownie triumfował z Manchesterem w tych rozgrywkach. W 1977 roku wywalczył z nim wicemistrzostwo Anglii. W ciągu 16 lat w barwach Manchesteru rozegrał w sumie 476 spotkań.
W 1983 roku odszedł do amerykańskiego Seattle Sounders. W tym samym roku powrócił do Anglii, gdzie został graczem zespołu Brighton & Hove Albion z Second Division. W 1984 roku przeniósł się do Norwich City z First Division. W 1985 roku zdobył z nim Puchar Ligi Angielskiej, a także spadł do Second Division. Ostatnim klubem w karierze Corrigana było Stoke City, gdzie w 1986 roku zakończył karierę.

## Kariera reprezentacyjna
W reprezentacji Anglii Corrigan zadebiutował 28 maja 1976 roku w wygranym 3:2 towarzyskim meczu z Włochami. W 1980 roku został powołany do kadry na Mistrzostwa Europy. Nie zagrał jednak na nich w żadnym pojedynku. Z tamtego turnieju Anglia odpadła po fazie grupowej.
W 1982 roku Corrigan znalazł się w kadrze na Mistrzostwa Świata. Nie wystąpił tam jednak ani razu. Tamten mundial Anglia zakończyła na drugiej rundzie. W latach 1976–1982 w drużynie narodowej Corrigan rozegrał w sumie 9 spotkań.